# Bùi Xuân Chủ
Bùi Xuân Chủ là một tướng lĩnh trong Quân đội nhân dân Việt Nam, hàm Trung tướng, nguyên Chính ủy Tổng cục Hậu cần (2004–2007).

## Thân thế và sự nghiệp
Năm 2004, bổ nhiệm giữ chức Chính ủy Tổng cục Hậu cần.
Ông được thăng quân hàm Trung tướng vào năm 2006.
Ông nghỉ hưu kể từ ngày 1 tháng 1 năm 2008.